# Hammurabi

Mapa Babilonii w czasach Hammurabiego z zaznaczonym Babilonem

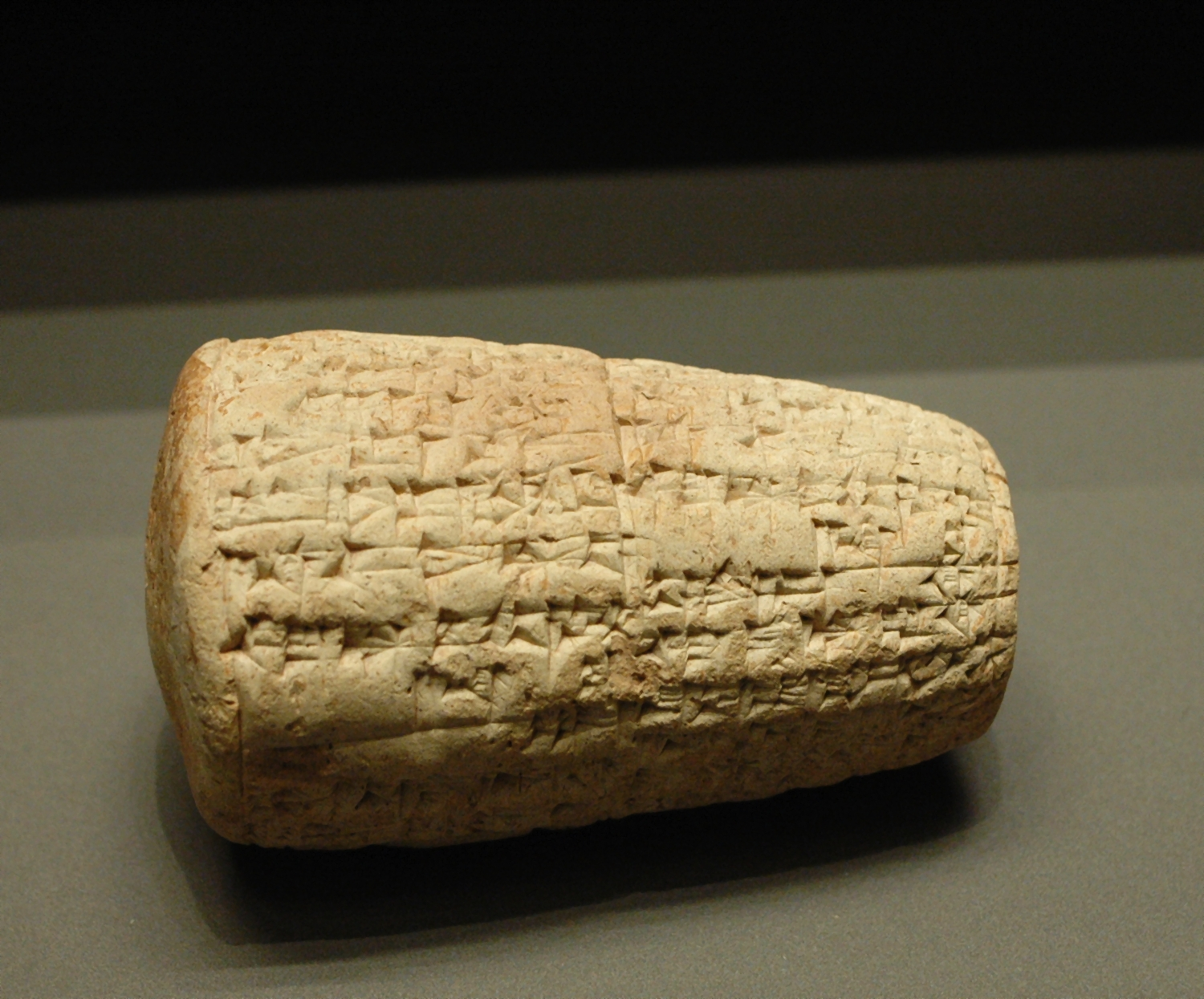
Gliniany stożek z inskrypcją Hammurabiego upamiętniającą wzniesienie murów miasta Sippar; terakota, zbiory Luwru (AO 3277)

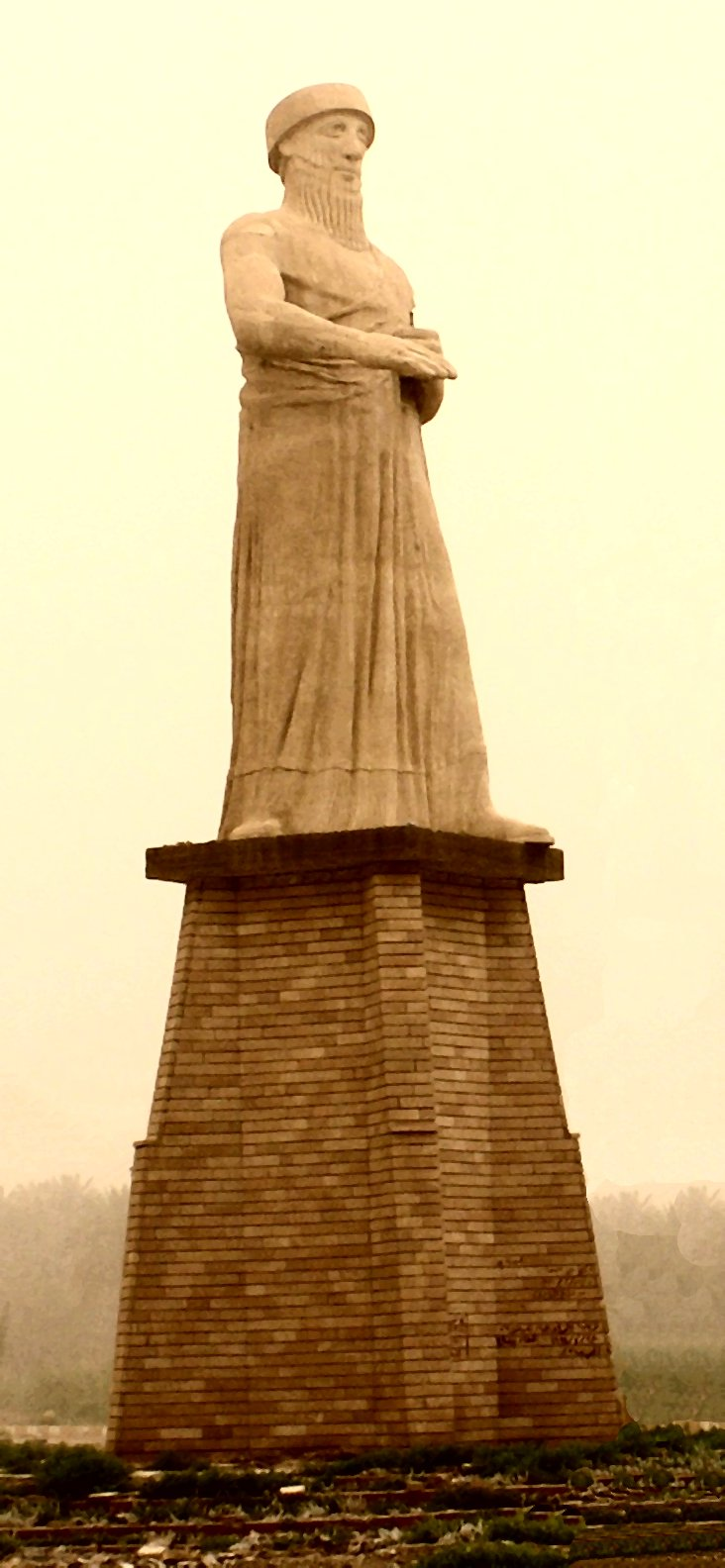
Pomnik Hammurabiego w Iraku

Hammurabi, Hammurapi (Ḫammu-rāpi) – szósty, najsłynniejszy król z I dynastii z Babilonu, syn i następca Sin-muballita, panował przez 43 lata (1792–1750 p.n.e. – chronologia średnia), twórca potęgi państwa starobabilońskiego, autor Kodeksu Praw.

## Imię
Hammurabi lub Hammurapi (w transliteracji z pisma klinowego zapisywane Ha-am-mu-ra-bi/pí) jest akadyjską formą zapisu amoryckiego imienia 'Ammu-rāpi (tłum. „wuj/stryj jest uzdrowicielem”) – od amoryckich słów hammu(m)/'ammu(m) („wuj/stryj ze strony ojca”) i rāpi’u(m) („uzdrowiciel”).

## Panowanie
Odziedziczone po ojcu niewielkie królestwo Hammurabiego obejmowało część dawnego Akadu, a największymi miastami obok samego Babilonu były Borsippa, Sippar i Dilbat. Wokół znajdowali się o wiele potężniejsi rywale: od południa jego państwo graniczyło z silnym królestwem Rim-Sina I z Larsy, a na wschodzie i północy z całym szeregiem mniej lub bardziej niezależnych miast-państw (Kisz, Kisurra, Malgum, Kazallum, Rapiqum), za którymi stały takie potęgi jak Elam, Esznunna i państwo Szamszi-Adada I. Pomimo prawdopodobnego nawiązania przyjaznych stosunków z północnym sąsiadem (Szamszi-Adadem I) sytuacja polityczna nakazywała królowi Babilonu dużą ostrożność, dlatego też skupił się on w pierwszych latach swego panowania na rozwiązywaniu najpilniejszych kwestii wewnętrznych w kraju: wydał edykty umarzające długi obywateli i rozbudował umocnienia w niektórych miastach. Do pierwszych działań wojennych przystąpił w 1786 r. p.n.e. Jego atak skierowany na południe przyniósł mu nowe zdobycze terytorialne w postaci miast Isin, Uruk i Ur. W następnym roku złupił kraj Emutbal, a w ciągu trzech kolejnych lat podbił miasta-państwa Malgum i Rapiqum. W ten sposób w ciągu niecałych 5 lat Hammurabi powiększył nieomal dwukrotnie terytorium państwa, nie wchodząc jednocześnie w konflikt z najsilniejszymi rywalami. Wszystko wskazuje, iż w tym pierwszym etapie ekspansji korzystał on z pomocy i wsparcia potężnego wówczas Szamszi-Adada I – tym zapewne należy tłumaczyć względną bierność przeciwników i najbliższych sąsiadów Hammurabiego: Larsy, Esznunny i Elamu. Wraz ze śmiercią Szamszi-Adada I w 1781 r. p.n.e. Hammurabi, pozbawiony opieki wielkiego sojusznika, zmuszony jest zaprzestać wszelkich działań ofensywnych i przez 17 lat, począwszy od 12 roku panowania, ograniczyć się do działań wewnętrznych. W tym czasie poświęcił się on rozbudowywaniu systemów irygacyjnych, wznoszeniu nowych fortyfikacji i murów obronnych miast, budowie licznych świątyń i obiektów kultu. Wykazywał też dużą aktywność dyplomatyczną w polityce zagranicznej, usiłując wejść w jak najkorzystniejszą konfigurację sojuszy. W Mezopotamii południowej wytworzyła się bowiem właśnie wtedy bardzo napięta sytuacja chwiejnej równowagi sił, co bardzo dobrze oddaje jeden z listów odnalezionych w archiwum w Mari:
„Nie ma króla, który by sam jeden był najsilniejszy. Dziesięciu lub piętnastu królów idzie za Hammurabim, panem Babilonu. Tyle samo idzie za Rim-Sinem, panem Larsy, tyle samo za Ibal-pi-Elem z Esznunny, tyle samo za Amut-pi-Elem z Qatny, a dwudziestu idzie za Jarim-Limem z Jamhadu”
Hammurabi ponownie przystępuje do działań wojennych w 1764 r. p.n.e., kiedy to wsparty posiłkami ze sprzymierzonych z nim Mari i Jamhadu odpiera atak koalicji Elamu i mniejszych państw z północnego wschodu. W rok później, w 31 roku panowania, rusza na południe i całkowicie rozbija armię Rim-Sina I z Larsy, zajmując należące doń kraj Emutbal i południowy Sumer. Wyeliminowawszy całkowicie przeciwnika z południa Hammurabi rzucił wszystkie siły na północ, rozbijając w 1762 r. p.n.e. wojska Esznunny i jej sojuszników. W 1761 r. p.n.e. zdobywa Mari, by w dwa lata później po nieudanym buncie zniszczyć je doszczętnie. Kilka lat później, w 38 roku panowania (1756 r. p.n.e.), ostatecznie zdobywa i burzy Esznunnę. Konsekwencją tego sukcesu było opanowanie w 1755 r. p.n.e. państwa Iszme-Dagana I i zmuszenie go do uznania zwierzchności królestwa babilońskiego. W ten sposób w ciągu zaledwie 10 lat Hammurabi pokonał kolejno wszystkich przeciwników i podbijając prawie całą Mezopotamię oraz zachodni Elam stworzył imperium, mogące równać się obszarem i znaczeniem z państwami Sargona Wielkiego, Naram-Sina, czy Szulgiego.

## Kodeks Hammurabiego
Hammurabi był twórcą zbioru praw, tzw. kodeksu Hammurabiego znanego z inskrypcji wyrytej na diorytowej steli, odkrytej w 1902 roku podczas wykopalisk w Suzie, starożytnej stolicy Elamu. Kodeks obejmował 282 artykuły dotyczące wymiaru sprawiedliwości: wykroczeń przeciwko własności, ziemi i zabudowaniom, kupców i agentów handlowych, kobiet, małżeństwa, własności rodzinnej i dziedziczenia, pobicia i uszkodzenia ciała, rolnictwa, najmu, własności i sprzedaży niewolników. Został sporządzony w tzw. dialekcie starobabilońskim.
Podczas swego panowania Hammurabi wyniósł kult babilońskiego boga Marduka do rangi religii państwowej.